# Horní Lumbeho zahrada
Horní Lumbeho zahrada je neveřejný prostor v Praze na Hradčanech, který se od několika budov na severní straně v Jelení ulici svažuje na jih k Novému Světu. Na západě ho ohraničuje schodiště vedoucí od Keplerovy ulice dolů do Černínské, na východě ulice U Brusnice. Ta odděluje Horní Lumbeho zahradu od "dolní" Lumbeho zahrady, v níž je i Lumbeho vila a skleníky produkčních zahrad Pražského hradu. Podle seznamu kulturních památek na Hradčanech je pozemek součástí areálu Pražského hradu. 
Zatímco Lumbeho vila patřívala chirurgovi a politikovi Karlu Lumbemu, okolní zahrady koupil jeho bratr Josef Lumbe, rovněž politik a odborník v oblasti zemědělského hospodářství. Za komunistického režimu bývala Horní Lumbeho zahrada využívána jako zahrádkářská kolonie pracovníků ministerstva vnitra a obrany, v současné době (2020) je upravená do podoby rozlehlé louky s řadou stromů. Větší část pozemku patří Správě Pražského hradu, část je soukromá. V dolní části, přístupné z uličky Nový svět, je dětské hřiště a letní dřevěná divadelní scéna. 

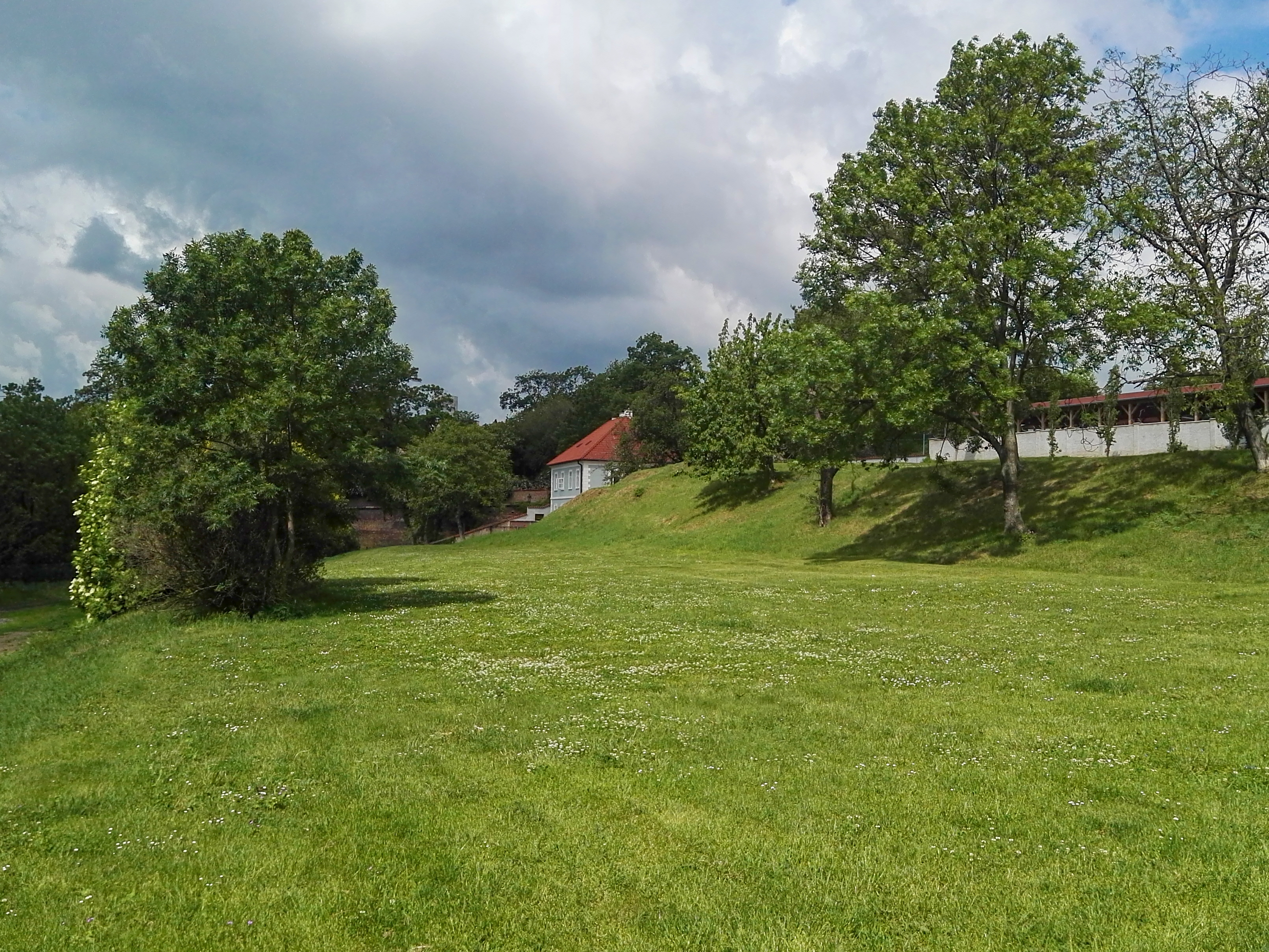
Pohled přes zahradu od východu

Od Keplerovy ulice je přes zahradu ne zcela obvyklý výhled na prostor, za kterým se na východě zvedá silueta svatovítského chrámu. 